# Égéskésleltetés
Az égéskésleltetés egy tűzvédelmi fogalom, ami az éghető anyagok égési tulajdonságainak megváltoztatására irányul.

## Műanyagok égéskésleltetése
Az alkalmazott égéskésleltető anyagokat a gyártás során adják a műanyagokhoz. Ezen késleltető anyagok közül a reaktívak beépülnek a polimerláncba, míg az additív anyagokat csak hozzákeverik a műanyaghoz a gyártás során. Az alkalmazott égéskésleltető szerek általában halogén-, vagy foszfortartalmúak, illetve halogénezett foszforsav-észterek.
Az additív anyagok használatakor a műanyag felületén üvegszerű bevonat képződik.

## Fa égéskésleltetése
A fa nem ég közvetlenül, hanem a pirolízis során megbomlik, és az így keletkező gázok égnek (míg a szilárd rész parázslik). Égéskésleltetés történhet felületi védelemmel (a termék felületét égéskésleltető szerrel vonják be), impregnálással (a szert (általában vízben) feloldják, majd a fát belemártják, illetve nyomás alatt felpermetezik a felületre).

## Textíliák égéskésleltetése
Elterjedt megoldás, hogy a szövet szálai közé nem éghető szálakat szőnek. Tartós lángmentes kikészítésnél a textilszálakkal komplex kötést létesít az égéskésleltető szer, míg nem tartós kikészítésnél a mosáskor eltávozik a védelem.